# Корниенко, Олег Валерьевич
Оле́г Вале́рьевич Корние́нко (28 мая 1973, Орджоникидзе, Северо-Осетинская АССР, СССР) — советский, российский и казахстанский футболист, защитник. Выступал за сборную Казахстана.

## Карьера

### Клубная
Воспитанник владикавказского футбола. Первый тренер — Руслан Хадарцев.
В 1989 году попал в заявку орджоникидзевского «Спартака», за который дебютировал 2 мая 1989 года в кубковом матче против куйбышевских «Крыльев Советов».
После окончания школы, в 1990 году зачислен в «Автодор». В команде провел пять сезонов, сыграв 123 игры.
В 1994 году вернулся в «Спартак». Дебютировал в полуфинале Кубка России против ЦСКА.
В 1995 в составе «Спартака-Алании» стал чемпионом России.
В 2000 году перешёл в казахстанский «Женис» из Астаны, куда его пригласил президент клуба Григорий Лория. В составе «Жениса» дважды — в 2000 и 2001 годах — стал чемпионом Казахстана.
С 2002 — в карагандинском «Шахтёре», куда перешёл вслед за наставником «Жениса» Сергеем Гороховодацким. В 2007 году вместе с клубом завоевал бронзовые медали Суперлиги.
В 2009 продолжил футбольную карьеру в качестве тренера в том же «Шахтёре».

### В сборной
Ещё в 2001 году Корниенко имел возможность надеть майку национальной команды, в то время сборной руководил Вахид Масудов, однако предложение пришло лишь в 2007 году, когда нидерландский тренер Арно Пайперс пригласил его на международный турнир «Кубок Алма-ТВ». В том же 2007 году провёл два матча за национальную сборную, в том числе и отборочный матч к чемпионату Европы 2008 года против команды Армении, в котором он вышел на замену Нурболу Жумаскалиеву.

## Статистика
| Сезон | Клуб                         | Страна    | Турнир             | Игры | Голы |
| ----- | ---------------------------- | --------- | ------------------ | ---- | ---- |
| 1989  | Спартак (Орджоникидзе)       | СССР      | Первая лига        | 0    | 0    |
| 1990  | Автодор (Владикавказ)        | СССР      | Вторая низшая лига | 28   | 2    |
| 1991  | Спартак (Владикавказ)        | СССР      | Высшая лига        | 0    | 0    |
| 1991  | Автодор (Владикавказ)        | СССР      | Вторая низшая лига | 20   | 0    |
| 1992  | Автодор (Владикавказ)        | Россия    | Вторая лига        | 37   | 3    |
| 1993  | Автодор (Владикавказ)        | Россия    | Первая лига        | 34   | 2    |
| 1994  | Автодор (Владикавказ)        | Россия    | Первая лига        | 4    | 1    |
| 1994  | Спартак (Владикавказ)        | Россия    | Высшая лига        | 14   | 0    |
| 1995  | Спартак-Алания (Владикавказ) | Россия    | Высшая лига        | 19   | 0    |
| 1996  | Алания (Владикавказ)         | Россия    | Высшая лига        | 22   | 0    |
| 1997  | Алания (Владикавказ)         | Россия    | Высшая лига        | 23   | 0    |
| 1997  | Алания-д (Владикавказ)       | Россия    | Третья лига        | 2    | 0    |
| 1998  | Алания (Владикавказ)         | Россия    | Высший дивизион    | 22   | 1    |
| 1998  | Алания-2 (Владикавказ)       | Россия    | Второй дивизион    | 2    | 0    |
| 1999  | Алания (Владикавказ)         | Россия    | Высший дивизион    | 9    | 0    |
| 2000  | Женис (Астана)               | Казахстан | Суперлига          | 26   | 6    |
| 2001  | Женис (Астана)               | Казахстан | Суперлига          | 14   | 0    |
| 2001  | Шахтёр (Караганда)           | Казахстан | Суперлига          | 13   | 2    |
| 2002  | Шахтёр (Караганда)           | Казахстан | Суперлига          | 23   | 2    |
| 2003  | Шахтёр (Караганда)           | Казахстан | Суперлига          | 29   | 5    |
| 2004  | Шахтёр (Караганда)           | Казахстан | Суперлига          | 33   | 3    |
| 2005  | Шахтёр (Караганда)           | Казахстан | Суперлига          | 28   | 7    |
| 2006  | Шахтёр (Караганда)           | Казахстан | Суперлига          | 27   | 0    |
| 2007  | Шахтёр (Караганда)           | Казахстан | Суперлига          | 25   | 2    |
| 2008  | Шахтёр (Караганда)           | Казахстан | Суперлига          | 27   | 2    |
|       |                              |           | Всего              | 477  | 39   |